# جائزة البرازيل الكبرى 2017
جائزة البرازيل الكبرى 2017 هو سباق فورمولا 1 أقيم في حلبة جوزيه كارلوس بيس للسيارات، ساو باولو، البرازيل. كان التاسع عشر من أصل 20 في بطولة العالم لسباقات الفورمولا واحد موسم 2017. حلّ الألماني سباستيان فيتل أولا بينما جاء الفنلندي فالتيري بوتاس في المركز الثاني وحصل على المركز الثالث الفنلندي كيمي رايكونن.

## الترتيب النهائي
|         | الترتيب | السائق        | النقاط |
| ------- | ------- | ------------- | ------ |
|         | 1       | لويس هاملتون  | 345    |
|         | 2       | سباستيان فيتل | 302    |
|         | 3       | فالتيري بوتاس | 280    |
|         | 4       | دانيل ريكاردو | 200    |
|         | 5       | كيمي رايكونن  | 193    |
| المصدر: |         |               |        |